# Phrynobatrachus giorgii
Phrynobatrachus giorgii är en groddjursart som beskrevs av De Witte 1921. Phrynobatrachus giorgii ingår i släktet Phrynobatrachus och familjen Phrynobatrachidae. IUCN kategoriserar arten globalt som otillräckligt studerad. Inga underarter finns listade i Catalogue of Life.